# Superliga de voleibol 2016-17
La Superliga masculina de voleibol de España 2016-17 es el LIII torneo de la máxima categoría de liga del voleibol español.

## Sistema de competición
El torneo se disputa entre 12 equipos por sistema de liga a doble vuelta entre el 15 de octubre de 2016 y el 1 de abril de 2017. Finalizada la liga regular, los equipos clasificados en los puestos de 1º al 4º juegan un play-off de semifinales y final para establecer la clasificación definitiva. Para determinar el orden de los partidos se tiene en cuenta la clasificación de la Liga regular.
Los dos últimos clasificados en la Liga regular descenderán a la Superliga 2.
Asimismo los equipos que se encuentren entre los siete primeros al final de la primera vuelta, más el patrocinador, disputarán la Copa del Rey.

## Equipos
Equipos participantes en la temporada 2016-2017 en Superliga masculina de voleibol.
| Club                           | Nombre                         | Sede                          | Región               | Pabellón                              |
| ------------------------------ | ------------------------------ | ----------------------------- | -------------------- | ------------------------------------- |
| C.V. Mediterráneo de Castellón | C.V. Mediterráneo de Castellón | Castellón de la Plana         | Comunidad Valenciana | Pabellón Pablo Herrera                |
| C.V. Melilla                   | C.V. Melilla                   | Melilla                       | Melilla              | Pabellón J.J. Imbroda                 |
| Club Voleibol Teruel           | CAI Voleibol Teruel            | Teruel                        | Aragón               | Pabellón Municipal Los Planos         |
| Ca'n Ventura Palma             | C.V. Ca'n Ventura Palma        | Palma de Mallorca             | Islas Baleares       | P. Municipal Germans Escalas          |
| Club Voleibol Esquimo          | Cajasol Juvasa                 | Dos Hermanas (Sevilla)        | Andalucía            | CDM Los Montecillos                   |
| A.D. Cáceres                   | Electrocash CCPH               | Cáceres                       | Extremadura          | Multiusos Ciudad de Cáceres           |
| F.C. Barcelona                 | F.C. Barcelona                 | Barcelona                     | Cataluña             | Parque Deportivo Llobregat (Cornellá) |
| C.D. Voleibol Río Duero Soria  | Río Duero Soria                | Soria                         | Castilla y León      | Pabellón Polideportivo Los Pajaritos  |
| CDV Textil Santanderina        | Textil Santanderina            | Cabezón de la Sal (Cantabria) | Cantabria            | PM Matilde la Torre                   |
| Club Voleibol Almería          | Unicaja Almería                | Almería                       | Andalucía            | Pabellón Moisés Ruiz                  |
| Club Voleibol Ibiza            | Ushuaïa Ibiza Vóley            | Ibiza                         | Islas Baleares       | Polideportivo de "Es Viver"           |
| Club Voleibol 7 islas          | Vecindario                     | Vecindario (Gran Canaria)     | Islas Canarias       | Pol. Municipal de Vecindario          |

## Clasificación liga regular
Clasificación tras la jornada 22.
| Pos | Equipo                       | Pts. | J 1 | J 2 | J 3 | J 4 | J 5 | J 6 | J 7 | J 8 | J 9 | J 1 0 | J 1 | J 1 2 | J 1 3 | J 1 4 | J 1 5 | J 1 6 | J 1 7 | J 1 8 | J 1 9 | J 2 0 | J 2 1 | J 2 |
| --- | ---------------------------- | ---- | --- | --- | --- | --- | --- | --- | --- | --- | --- | ----- | --- | ----- | ----- | ----- | ----- | ----- | ----- | ----- | ----- | ----- | ----- | --- |
| 1   | Unicaja Almería              | 61   | 3   | 3   | 3   | 3   | 3   | 3   | 3   | 3   | 3   | 3     | 2   | 3     | 1     | 3     | 3     | 3     | 3     | 3     | 3     | 3     | 3     | 1   |
| 2   | Ca'n Ventura Palma           | 52   | 3   | 0   | 3   | 1   | 3   | 3   | 3   | 3   | 3   | 3     | 0   | 3     | 2     | 3     | 3     | 2     | 3     | 0     | 3     | 2     | 3     | 3   |
| 3   | C.V. Teruel                  | 47   | 3   | 1   | 3   | 3   | 0   | 0   | 0   | 3   | 3   | 3     | 1   | 2     | 2     | 3     | 3     | 3     | 2     | 3     | 2     | 2     | 3     | 2   |
| 4   | Ushuaïa Ibiza Vóley          | 46   | 3   | 3   | 3   | 3   | 3   | 0   | 3   | 3   | 0   | 3     | 3   | 0     | 3     | 3     | 3     | 0     | 0     | 2     | 3     | 1     | 1     | 3   |
| 5   | Fund. Cajasol Juvasa         | 36   | 0   | 3   | 0   | 3   | 0   | 3   | 3   | 3   | 0   | 3     | 0   | 3     | 0     | 0     | 3     | 1     | 1     | 3     | 3     | 0     | 1     | 3   |
| 6   | Río Duero Soria              | 32   | 3   | 0   | 0   | 0   | 3   | 0   | 0   | 3   | 3   | 0     | 3   | 2     | 3     | 0     | 0     | 3     | 0     | 3     | 0     | 3     | 0     | 3   |
| 7   | F.C. Barcelona               | 29   | 0   | 0   | 3   | 0   | 3   | 3   | 0   | 0   | 0   | 0     | 3   | 3     | 0     | 3     | 0     | 2     | 3     | 0     | 3     | 1     | 2     | 0   |
| 8   | Textil Santanderina          | 28   | 3   | 3   | 0   | 0   | 3   | 0   | 3   | 0   | 3   | 0     | 0   | 0     | 3     | 0     | 3     | 1     | 2     | 0     | 1     | 3     | 0     | 0   |
| 9   | Vecindario ACE G.C.          | 25   | 0   | 2   | 1   | 2   | 0   | 0   | 3   | 0   | 3   | 0     | 3   | 1     | 1     | 0     | 0     | 2     | 0     | 3     | 0     | 2     | 2     | 0   |
| 10  | CV Melilla                   | 23   | 0   | 2   | 2   | 0   | 0   | 3   | 0   | 0   | 0   | 3     | 2   | 0     | 2     | 3     | 0     | 0     | 1     | 1     | 0     | 0     | 1     | 3   |
| 11  | CV Mediterráneo de Castellón | 12   | 0   | 1   | 0   | 3   | 0   | 0   | 0   | 0   | 0   | 0     | 0   | 1     | 1     | 0     | 0     | 1     | 2     | 0     | 0     | 1     | 2     | 0   |
| 12  | Electrocash CCPH             | 5    | 0   | 0   | 0   | 0   | 0   | 3   | 0   | 0   | 0   | 0     | 1   | 0     | 0     | 0     | 0     | 0     | 1     | 0     | 0     | 0     | 0     | 0   |

Nota.- Se disputan partidos fuera de fechas por ajustes en los calendarios.
Pts = Puntos; J = Jornada
|  | Juega play-off por el título. |
|  | Desciende a Superliga 2.      |

- A partir de la temporada 2009-2010 se implantó un nuevo sistema de puntuación en el que en las victorias por 3-0 y 3-1 se otorgan 3 puntos al vencedor y 0 al perdedor, mientras que en las victorias por 3-2 se otorgan 2 puntos al vencedor y 1 al perdedor.

### Evolución de la clasificación
| Equipo / Jornada             | 01 | 02 | 03 | 04 | 05 | 06 | 07 | 08 | 09 | 10 | 11 | 12 | 13 | 14 | 15 | 16 | 17 | 18 | 19 | 20 | 21 | 22 |
| ---------------------------- | -- | -- | -- | -- | -- | -- | -- | -- | -- | -- | -- | -- | -- | -- | -- | -- | -- | -- | -- | -- | -- | -- |
| Unicaja Almería              | 2  | 2  | 2  | 1  | 1  | 1  | 1  | 1  | 1  | 1  | 1  | 1  | 1  | 1  | 1  | 1  | 1  | 1  | 1  | 1  | 1  | 1  |
| Ca'n Ventura Palma           | 1  | 5  | 4  | 4  | 3  | 3  | 3  | 3  | 2  | 2  | 3  | 2  | 3  | 3  | 2  | 2  | 2  | 2  | 2  | 2  | 2  | 2  |
| C.V. Teruel                  | 4  | 4  | 3  | 3  | 4  | 4  | 6  | 5  | 4  | 4  | 4  | 4  | 4  | 4  | 4  | 4  | 4  | 4  | 4  | 3  | 3  | 3  |
| Ushuaïa Ibiza Vóley          | 3  | 1  | 1  | 2  | 2  | 2  | 2  | 2  | 3  | 3  | 2  | 3  | 2  | 2  | 3  | 3  | 3  | 3  | 3  | 4  | 4  | 4  |
| Fund. Cajasol Juvasa         | 10 | 7  | 10 | 6  | 8  | 7  | 5  | 4  | 6  | 5  | 5  | 5  | 5  | 5  | 5  | 5  | 5  | 5  | 5  | 5  | 5  | 5  |
| Río Duero Soria              | 5  | 6  | 9  | 11 | 7  | 9  | 10 | 8  | 7  | 7  | 6  | 6  | 6  | 6  | 7  | 6  | 8  | 6  | 7  | 6  | 7  | 6  |
| F.C. Barcelona               | 7  | 11 | 7  | 10 | 6  | 5  | 7  | 7  | 9  | 10 | 10 | 7  | 9  | 7  | 8  | 8  | 7  | 8  | 6  | 8  | 6  | 7  |
| Textil Santanderina          | 6  | 3  | 5  | 5  | 5  | 6  | 4  | 6  | 5  | 6  | 7  | 9  | 7  | 8  | 6  | 7  | 6  | 7  | 8  | 7  | 8  | 8  |
| Vecindario ACE G.C.          | 8  | 8  | 8  | 7  | 9  | 10 | 8  | 9  | 8  | 8  | 8  | 8  | 8  | 10 | 10 | 9  | 10 | 9  | 9  | 9  | 9  | 9  |
| CV Melilla                   | 11 | 9  | 6  | 8  | 10 | 8  | 9  | 10 | 10 | 9  | 9  | 10 | 10 | 9  | 9  | 10 | 9  | 10 | 10 | 10 | 10 | 10 |
| CV Mediterráneo de Castellón | 9  | 10 | 11 | 9  | 11 | 11 | 11 | 11 | 11 | 11 | 11 | 11 | 11 | 11 | 11 | 11 | 11 | 11 | 11 | 11 | 11 | 11 |
| Electrocash CCPH             | 12 | 12 | 12 | 12 | 12 | 12 | 12 | 12 | 12 | 12 | 12 | 12 | 12 | 12 | 12 | 12 | 12 | 12 | 12 | 12 | 12 | 12 |

## Play-off
Resultados de las eliminatorias.
|  | Semifinales | Semifinales         | Semifinales | Semifinales        | Semifinales | Semifinales | Semifinales |                 |   | Final | Final | Final | Final | Final | Final | Final |  |
|  |             |                     |             |                    |             |             |             |                 |   |       |       |       |       |       |       |       |  |
|  |             |                     |             |                    |             |             |             |                 |   |       |       |       |       |       |       |       |  |
|  | 3           | Unicaja Almería     | 3           | 3                  | 3           |             |             |                 |   |       |       |       |       |       |       |       |  |
|  | 3           | Unicaja Almería     | 3           | 3                  | 3           |             |             |                 |   |       |       |       |       |       |       |       |  |
|  | 0           | Ushuaïa Ibiza Vóley | 2           | 2                  | 0           |             |             |                 |   |       |       |       |       |       |       |       |  |
|  | 0           | Ushuaïa Ibiza Vóley | 2           | 2                  | 0           |             | 0           | Unicaja Almería | 2 | 1     | 1     |       |       |       |       |       |  |
|  |             |                     |             |                    |             |             |             | Unicaja Almería | 2 | 1     | 1     |       |       |       |       |       |  |
|  |             |                     | 3           | Ca'n Ventura Palma | 3           | 3           | 3           |                 |   |       |       |       |       |       |       |       |  |
|  | 3           | Ca'n Ventura Palma  | 3           | Ca'n Ventura Palma | 3           | 3           | 3           | 3               | 3 | 3     |       |       |       |       |       |       |  |
|  | 3           | Ca'n Ventura Palma  |             |                    |             |             |             | 3               | 3 | 3     |       |       |       |       |       |       |  |
|  | 0           | C. V. Teruel        | 1           | 0                  | 2           |             |             |                 |   |       |       |       |       |       |       |       |  |
|  | 0           | C. V. Teruel        | 1           | 0                  | 2           |             |             |                 |   |       |       |       |       |       |       |       |  |
|  |             |                     |             |                    |             |             |             |                 |   |       |       |       |       |       |       |       |  |

| Campeón de Superliga 2016-17 |
| ---------------------------- |
| Ca'n Ventura Palma           |